# Vert brillant BS
Ne doit pas être confondu avec Vert brillant.
Le vert brillant BS, aussi appelé vert acide brillant BS, vert S, ou vert lissamine, est un colorant vert de la famille des triarylméthanes.

## Composition
Le vert brillant BS est synthétisé à partir d'hydrocarbures (naphta), comme tous les triarylméthanes. Il est essentiellement constitué de sel sodique de l'acide [diméthylamino-4-α-(diméthylimino-4-cyclohexadiène-2,5-ylidène)-benzyl]-5-hydroxy-6-sulfo-7-naphtalène sulfonique-2, ainsi que de matières colorantes accessoires. Les sels potassiques et calciques sont également autorisés.

## Utilisation

### Additif alimentaire
Le vert brillant BS porte le numéro E142, il est autorisé dans l'Union européenne mais interdit aux États-Unis et au Canada. On le trouve notamment dans les desserts, les confiseries, les sodas, les sauces à la menthe, ou dans les petits pois en conserve.

### Autres usages
Le vert brillant BS est utilisé pour colorer des cultures tissulaires. On l'emploie également en ophtalmologie, avec la fluorescéine et le rose bengal, pour diagnostiquer des troubles de la cornée.
En cosmétique, il porte l'identifiant CI 44090.